# Than Kyun
Than Kyun är en ö i Myanmar.   Den ligger i regionen Taninthayiregionen, i den södra delen av landet, 1 100 km söder om huvudstaden Naypyidaw. Arean är 29,6 kvadratkilometer.
Terrängen på Than Kyun är lite kuperad. Öns högsta punkt är 447 meter över havet. Den sträcker sig 6,9 kilometer i nord-sydlig riktning, och 6,8 kilometer i öst-västlig riktning.